# What's Your Number?
What's Your Number? is een Amerikaanse romantische komedie uit 2011 geregisseerd door Mark Mylod en met Anna Faris in de hoofdrol. De film is gebaseerd op het boek 20 Times a Lady van Karin Bosnak. What's Your Number? werd opgenomen in de stad Boston met een budget van rond de vijftien miljoen euro. De film haalde in een periode van twee maanden zo'n tien miljoen euro op aan de Amerikaanse bioscoopkassa's. Wereldwijd bracht hij zo'n 22 miljoen euro op; ondanks de negatieve kritieken. Rotten Tomatoes beoordeelt de film met 23%, Metacritic met 35% en IMDB met 58%.

## Verhaal
Dertiger Ally leest in een tijdschrift dat vrouwen die meer dan twintig sekspartners hebben waarschijnlijk nooit de ware vinden en komt tot de constatatie dat ze er zelf al negentien had — haar nummer. Dan loopt ze een van haar ex-vriendjes tegen het lijf, die inmiddels vermagerde en een goede baan heeft. Ze bedenkt dat al haar exen intussen verbeterd kunnen zijn en besluit ze op te zoeken om te zien of een van hen toch niet de ware is voor haar. De nacht nadien gaat ze echter naar bed met de man die haar net had ontslagen en komt zo aan twintig. Wanhopig schuimt ze het internet af, maar ze slaagt er niet in haar exen terug te vinden.
Ondertussen slijt haar buurman Colin het ene meisje na het andere en verbergt zich 's ochtends in haar appartement tot ze vertrekken. Ally vraagt hem in ruil haar exen op te sporen waarop zij hen opzoekt. Ze blijken echter allen een gezin te hebben, homoseksueel te zijn of nog dezelfde nietsnut als vroeger te zijn. Ally's oog is gevallen op de steenrijke Jake, maar Colin kan zijn adres niet vinden.
Colin is inmiddels zelf verliefd geworden op Ally en houdt Jake's adres daarom achter. Als ze daarbij uitkomt zet ze hem buiten, zoekt Jake op en neemt hem mee naar het huwelijk van haar zus. Daar realiseert ze zich dat Jake helemaal niet bij haar past en dat ze eigenlijk ook verliefd is op Colin. Ze gaat naar hem toe, maakt het goed met hem en aanvaardt dat hij nummer eenentwintig is. Ze krijgt een telefoontje van een ex-liefje die zegt dat ze helemaal niet met elkaar geslapen hebben omdat ze te dronken was, en dus is Colin toch nog nummer twintig.

## Rolverdeling
- Anna Faris als Allison (Ally) Darling, de protagonist.
- Chris Evans als Colin Shea, Ally's buurman.
- Ari Graynor als Daisy Anne Darling, Ally's jongere verloofde zus.
- Blythe Danner als Ava Darling, Ally's rijke moeder, die gescheiden is van Ally's vader.
- Ed Begley jr. als Mr. Darling, Ally's vader, die een nieuwe vriendin heeft.
- Zachary Quinto als Rick, Ally's negentiende sekspartner.
- Joel McHale als Roger, Ally's voormalige baas en twintigste sekspartner.
- Dave Annable als Jake Adams, een van Ally's eerste vriendjes uit een steenrijke familie.
- Chris Pratt als Donald, een van Ally's vroegere vriendjes. Hij was destijds obees, maar ziet er thans goed uit.
- Oliver Jackson-Cohen als Eddie Vogel